# Söderby (Szwecja)
Söderby – miejscowość (tätort) w Szwecji, w regionie administracyjnym (län) Sztokholm, w gminie Ekerö.
Według danych Szwedzkiego Urzędu Statystycznego liczba ludności wyniosła: 287 (31 grudnia 2015), 283 (31 grudnia 2018) i 285 (31 grudnia 2019).